# ハッスーナ文化
ハッスーナ文化（英:Hassuna culture) は紀元前6000年頃にメソポタミア北部に存在した新石器時代の文化。名称はイラクのハッスーナ遺跡に由来する。他にはシェムシャラ遺跡などが知られている。サーマッラー文化やハラフ文化、ウバイド文化などと隣接していた。

## プロトハッスーナ

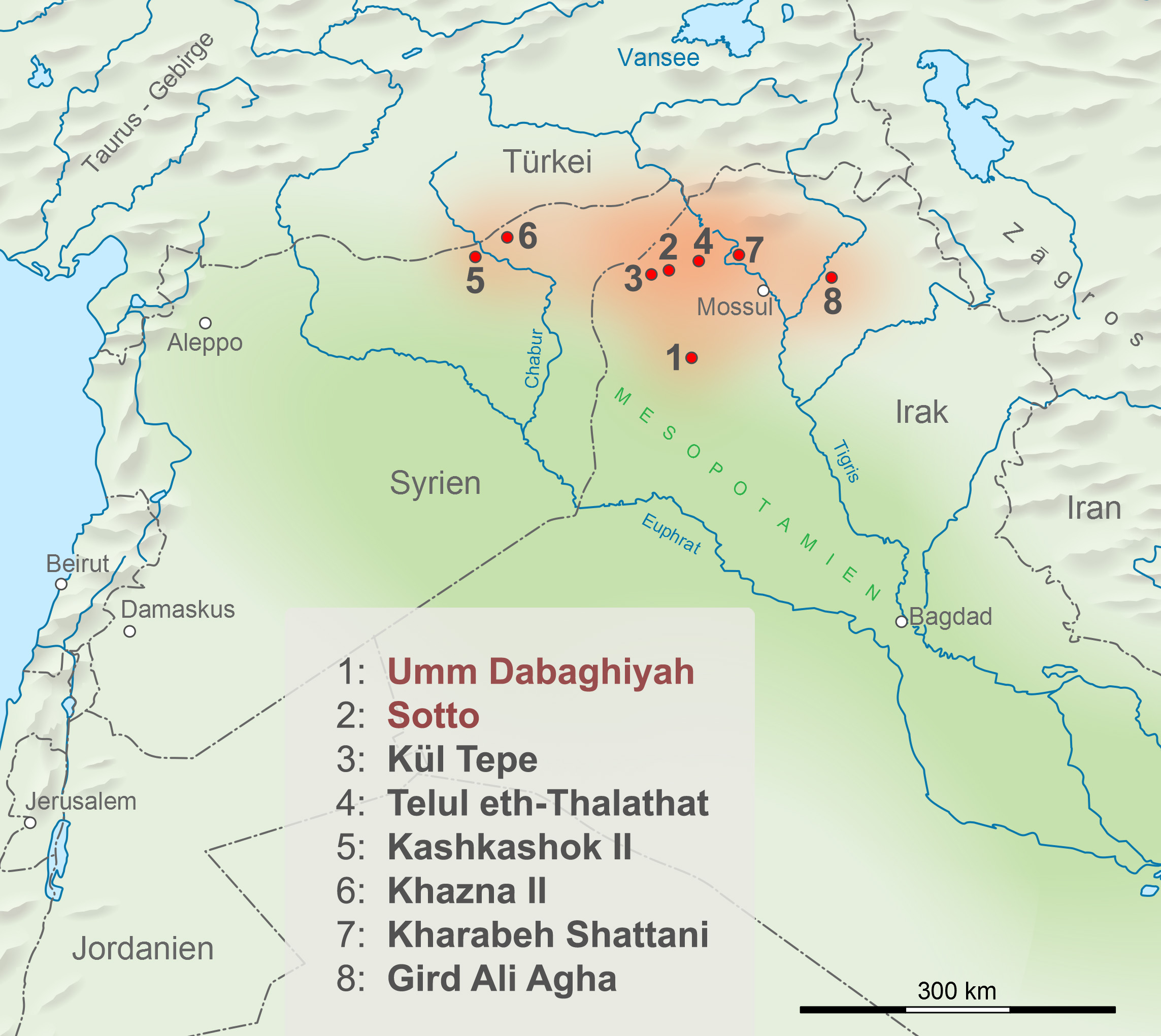
いくつかのプロトハッスーナサイト

## アーティファクト

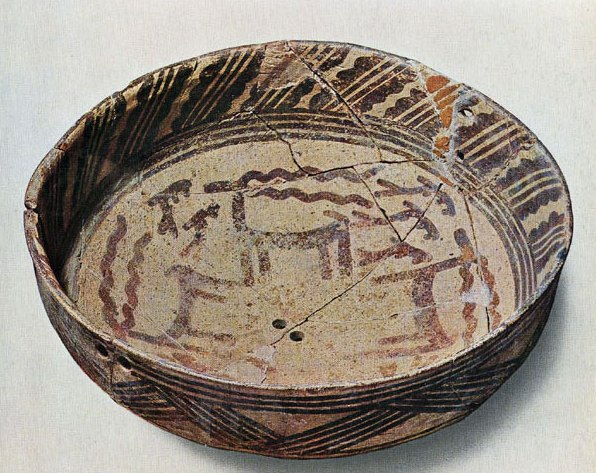
ハッスーナ赤器ボウル、紀元前5500年頃
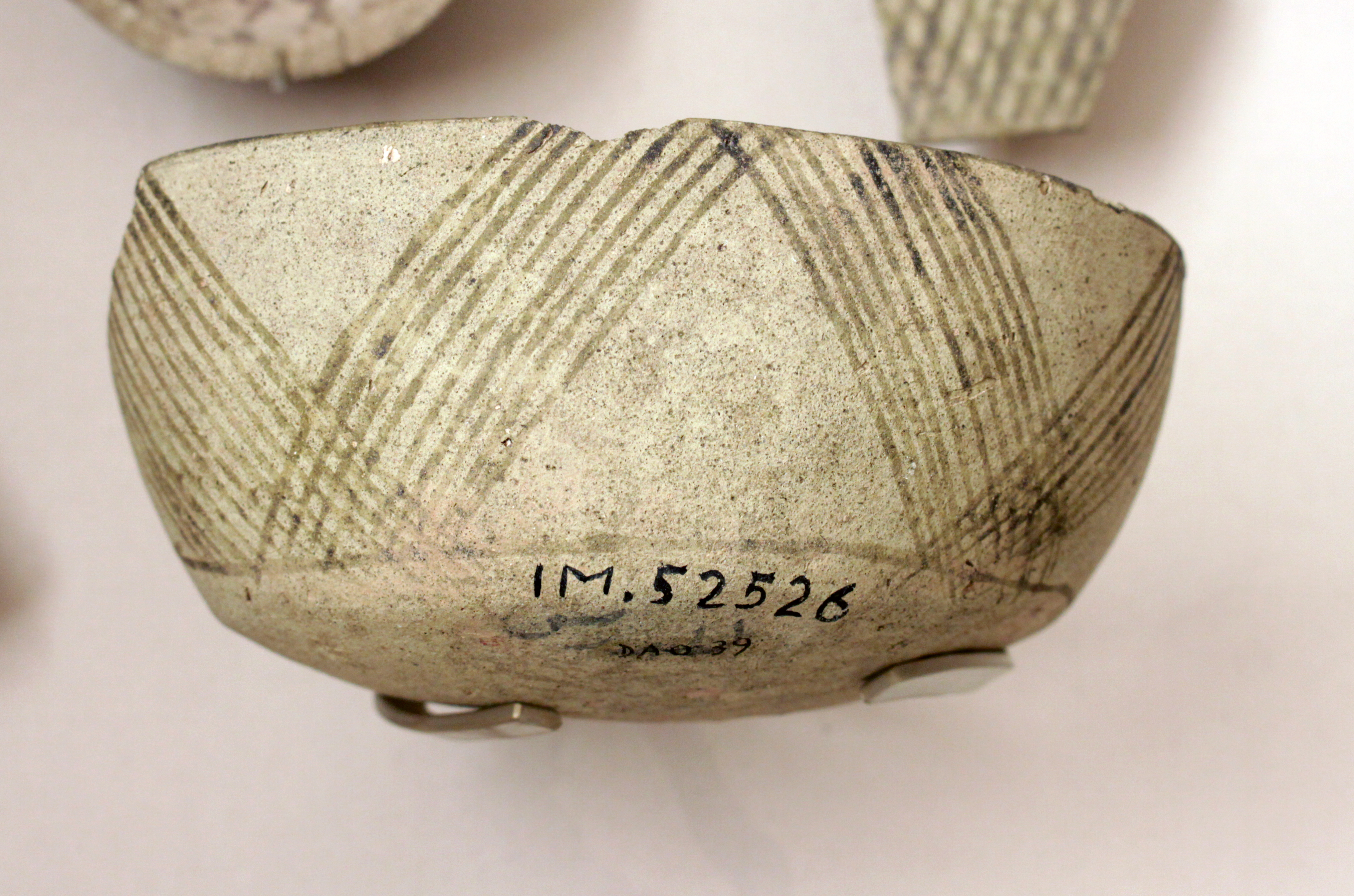
切り込みと塗装の装飾が施された陶器の破片。テルハッスーナから、紀元前6500年から6000年。
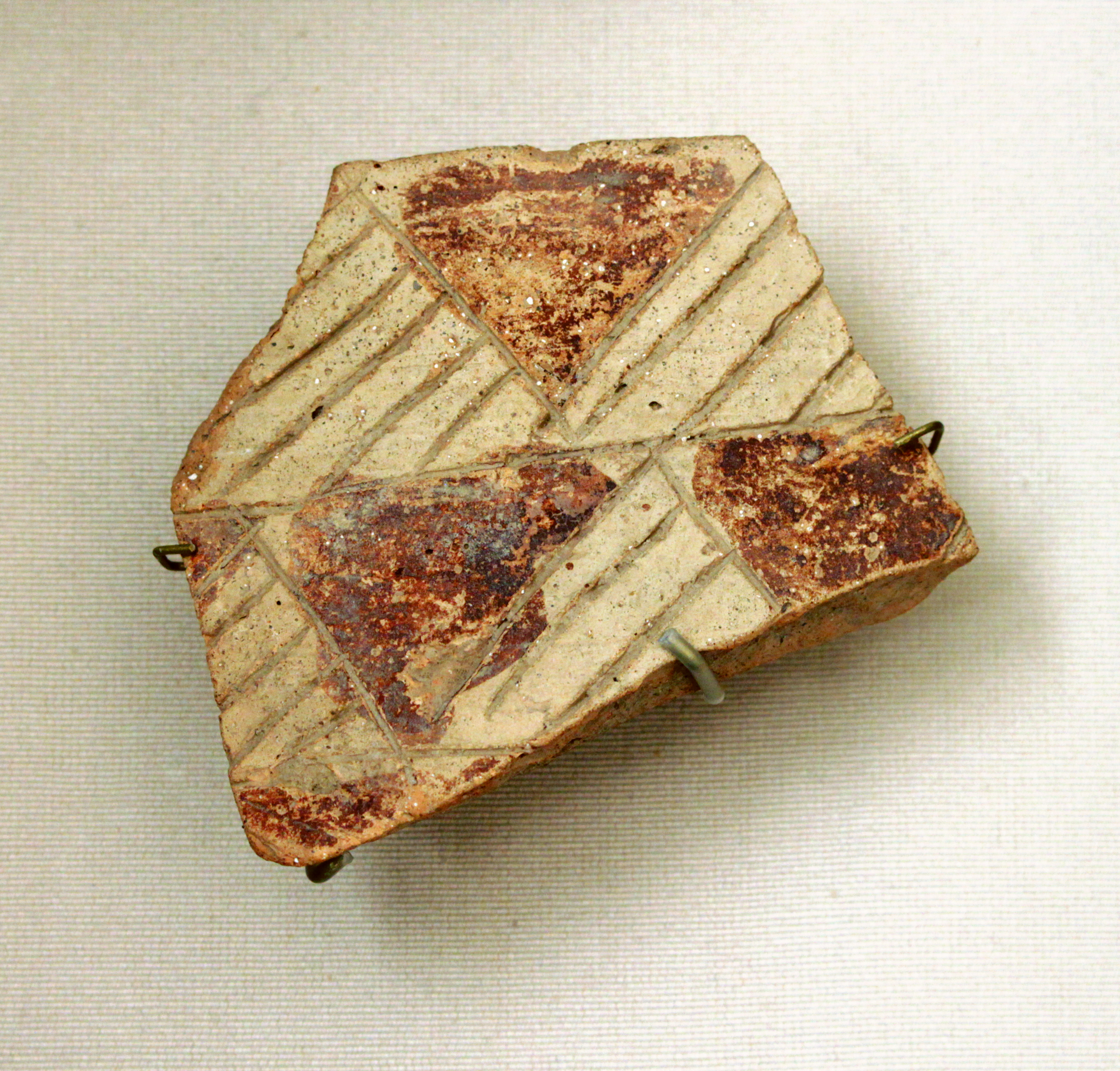
切り込みと塗装の装飾が施された陶器の破片。テルハッスーナから、紀元前6500年から6000年。
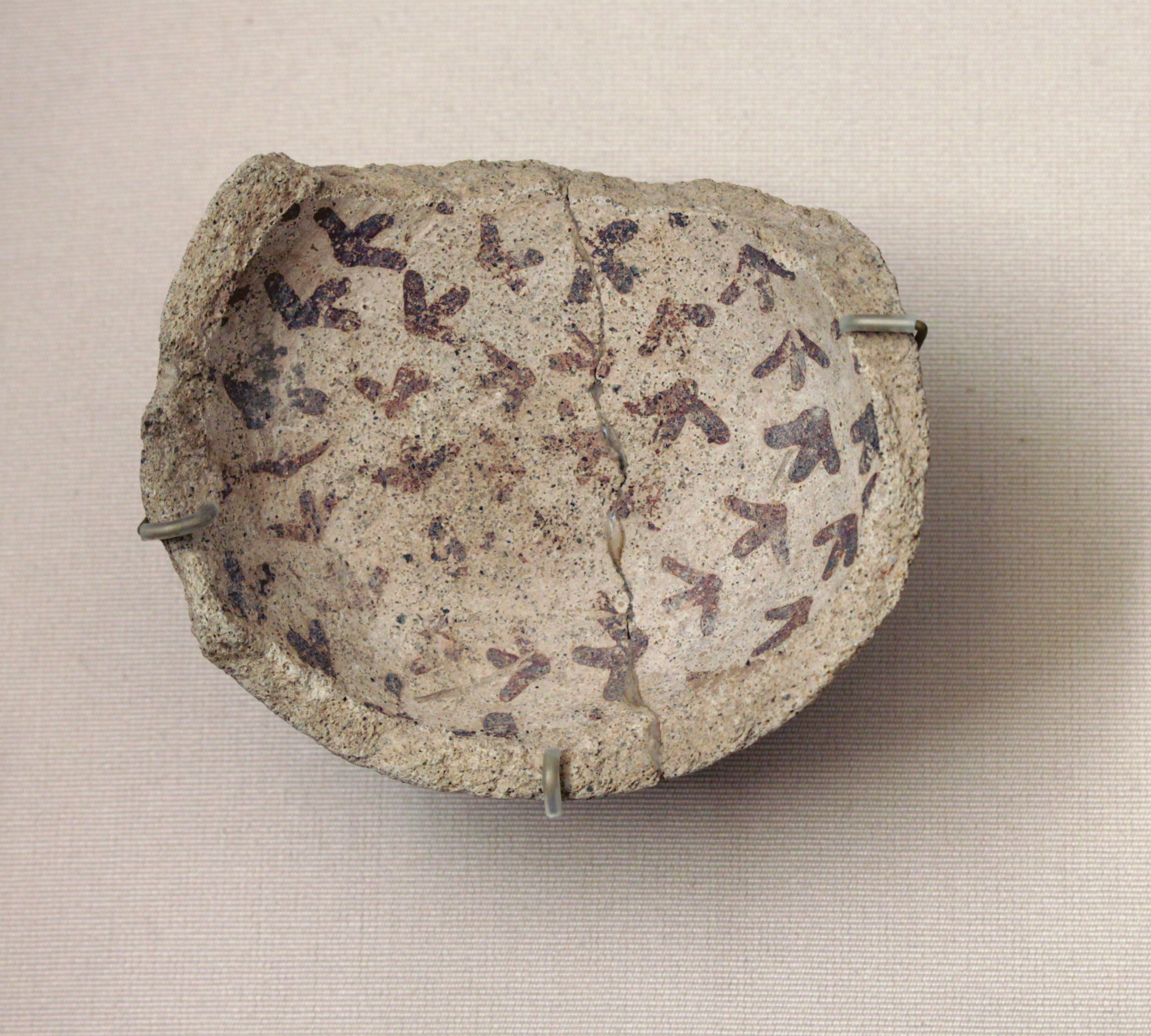
切り込みと塗装の装飾が施された陶器の破片。テルハッスーナから、紀元前6500年から6000年。
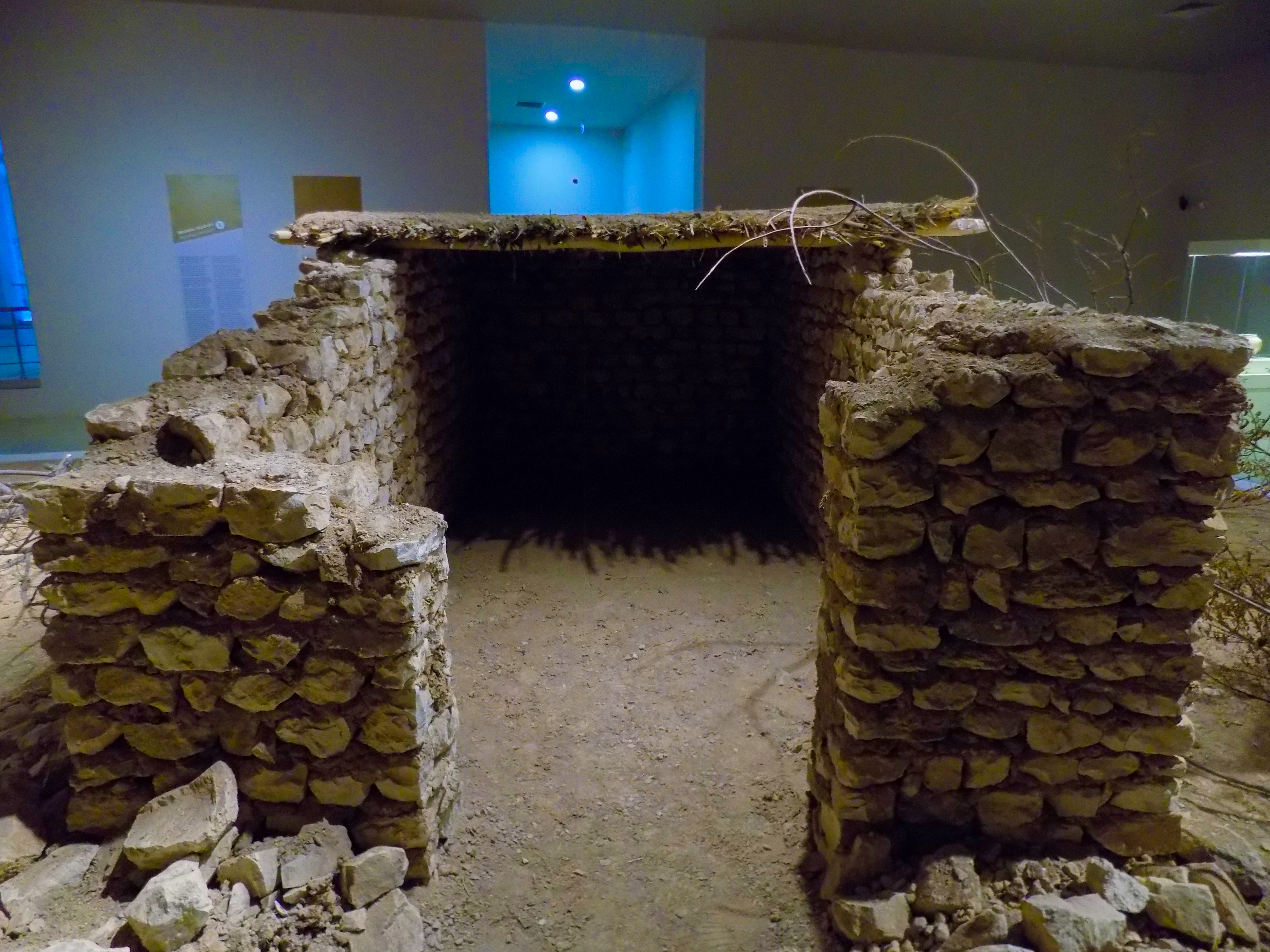
メソポタミア北部の新石器時代の住居の再構成（Akarcay Tepe II）
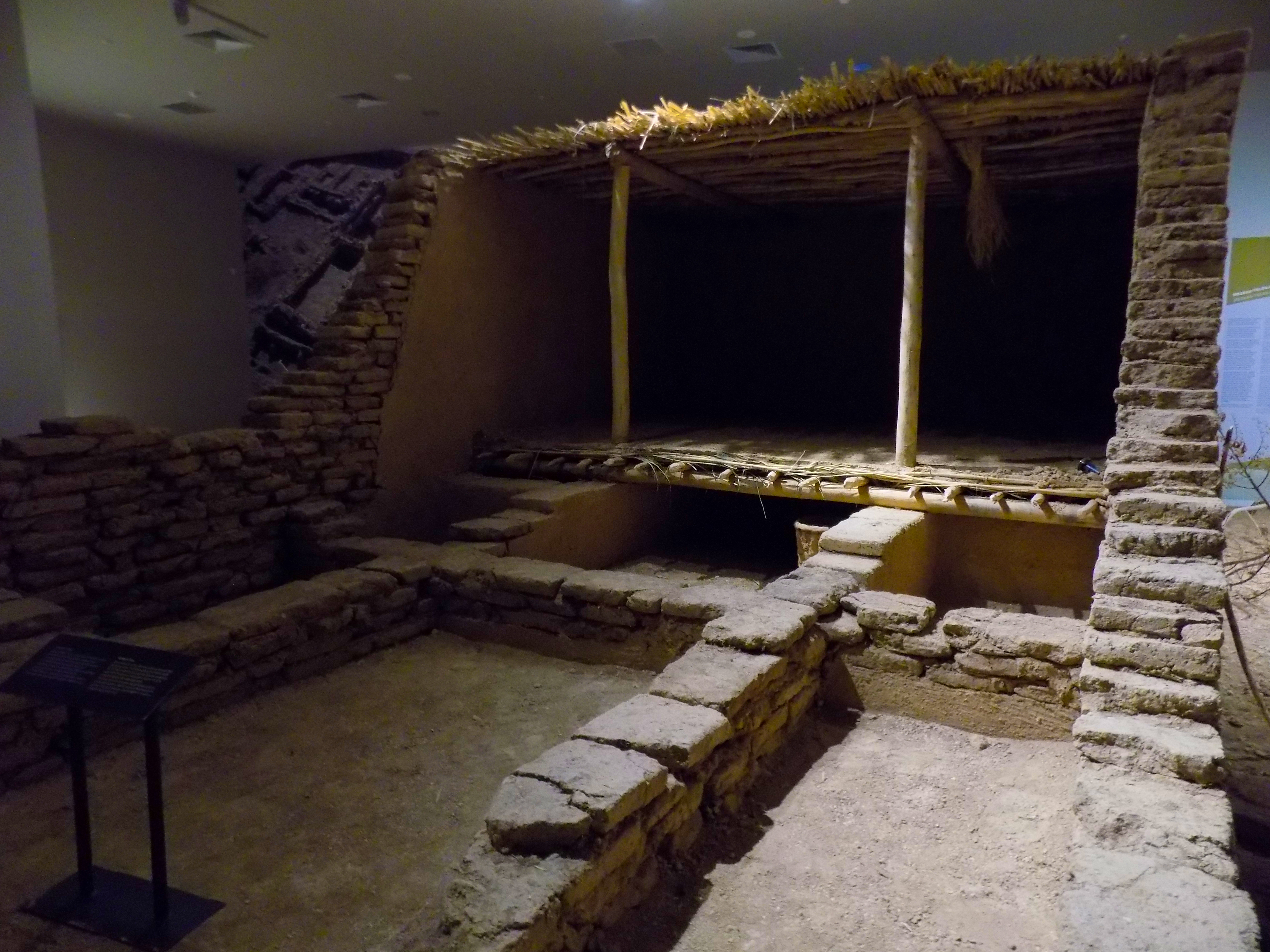
メソポタミア北部の新石器時代の住居の再構成（Akarcay Tepe II）